# Iostream
iostream — заголовочный файл с классами, функциями и переменными для организации ввода-вывода в языке программирования C++. Он включён в стандартную библиотеку C++. Название образовано от Input/Output Stream («поток ввода-вывода»). В языке C++ и его предшественнике, языке программирования Си, нет встроенной поддержки ввода-вывода, вместо этого используется библиотека функций. iostream управляет вводом-выводом, как и stdio.h в Си. iostream используется объекты cin, cout, cerr и clog для передачи информации и из стандартных потоков ввода, вывода, ошибок без буферизации и ошибок с буферизацией соответственно. Являясь частью стандартной библиотеки C++, эти объекты также являются частью стандартного пространства имён — std.
Некоторые новые компиляторы (например, компилятор Visual C++ из Visual Studio .NET 2003) старые библиотеки <iostream.h> больше не поддерживают, вместо них нужно использовать только новые: #include <iostream>.

## Пример
Простейшая программа «Hello, world!» (с использованием библиотеки iostream) может быть записана так:
```
#include
 
<iostream>
				// в Си: #include <stdio.h>

using
 
namespace
 
std
;

int
 
main
()

{

  
cout
 
<<
 
"Hello, world!
\n
"
;
	
// в Си: printf("Hello, World!\n");

  
return
 
0
;

}

```

## Форматирование вывода

### Функции
| width(int x)     | минимальное число знаков до следующего вывода                                                                                                |
| fill(char x)     | устанавливает символ-заполнитель и возвращает предыдущий символ-заполнитель. По умолчанию в качестве символа-заполнителя используется пробел |
| precision(int x) | устанавливает число значащих знаков для чисел с плавающей точкой                                                                             |

Пример:
```
cout
.
width
(
10
);

cout
 
<<
 
"ten"
 
<<
 
"four"
 
<<
 
"four"
;

```

### Манипуляторы
Стандартная библиотека предлагает большое количество манипуляторов, среди них:
| endl        | перевод строки и вызов flush                    |
| flush       | выгружает содержимое буфера в поток             |
| hex         | меняет формат вывода числа на шестнадцатеричный |
| showpos     | показывает + перед неотрицательными числами     |
| noshowpoint | скрывает десятичную точку                       |

Пример для манипулятора endl:
```
cout
 
<<
 
"Hello, world!"
 
<<
 
endl
;

```